# Treisbornbach
Der Treisbornbach ist ein gut ein Kilometer langer Mittelgebirgsbach im Taunus und ein nordnordöstlicher und linker Zufluss des Reichenbach, der im hessischen Hochtaunuskreis verläuft.

## Geographie

### Verlauf
Der Treisbornbach entspringt auf einer Höhe von etwa 585 m ü. NHN, gut einen Kilometer nördlich des Königsteiner Stadtteils Falkenstein und knapp einen Kilometer westsüdwestlich des Altkönigs in einem Nadelwald am Osthang des 602,5 m hohen Franzkopfs. Etwa einen halben Kilometer östlich liegen die Überreste einer vorgeschichtlichen Siedlung aus der La-Tène-Zeit.
Das Bächlein fließt zunächst in fast südlicher dann südsüdwestlicher Richtung durch ein Tal zwischen dem Franzkopf im Westen und dem Döngesberg im Osten. Es passiert dabei die Wasserwerksanlagen des Heiliggeist-Stollens. Er betritt dann das Naturschutzgebiet Reichenbachtal, wechselt dann östlich des Wirtshauses Reichenbachtal wieder nach Süden und läuft danach, begleitet von einem Waldweg, am Rande einer Waldwiese entlang.
Er wechselt nun auf die andere Seite des Wegs, läuft dann an einem kleinen Forellenweiher vorbei, unterquert noch den Kaiserin-Friedrich-Weg und mündet schließlich auf ungefähr 448 m von links in den aus dem Nordnordwesten heranziehenden Reichenbach. Sein 1,1 Kilometer langer Lauf endet etwa 137 Höhenmeter unterhalb seiner Quelle, er hat somit ein mittleres Sohlgefälle von circa 12 ‰.

### Einzugsgebiet
Das Einzugsgebiet des Treisbornbachs liegt im Naturraum Feldberg-Taunuskamm und wird über Reichenbach, Liederbach, Main und Rhein zur Nordsee entwässert.
Es grenzt
- im Norden an das des Haidtränkebachs, eines der Quellbäche des Urselbachs
- im Nordosten an das des Westerbachzuflusses Hohwiesenbach
- und im Osten an das des Niddazuflusses Westerbach

Das Einzugsgebiet ist fast vollständig bewaldet, die höchste Erhebung ist der Altkönig mit 798,2 m.